# Língua polci
Polci (Pəlci, Posə) é uma línguas Chádica falada no estado Bauchi daf Nigéria. Faz parte do grupo de línguas Barawa / Zaar.

## História
Houve várias tentativas de definir a situação linguística na parte sul e sudoeste do Estado de Bauchi, na Nigéria, das quais o cluster Polci e a língua Polci fazem parte.
Em 1971, John Ballard, trabalhando com o Departamento de Linguística e Línguas da Nigéria, Universidade de Ibadan, fez uma extensa pesquisa linguística do Cinturão Central da Nigéria publicou  Inferências históricas da geografia linguística do Cinturão Central da Nigéria . Como resultado, veio à tona que havia um corredor estreito ocupado pelos falantes de línguas chadicas no sudoeste de Bauchi.
No mesmo ano, Neil Campbell e James Hoskison, do Summer Institute of Linguistics, realizaram uma pesquisa linguística na área de Bauchi. A pesquisa,  Bauchi Area Survey Report  e publicada em 1972, listou os nomes, localização e população de vinte e quatro idiomas chádicos, que estão intimamente relacionados entre si e são falados ao sul e oeste de Bauchi. Eles também coletaram listas de palavras. No entanto, nenhuma análise detalhada dos dados linguísticos ou classificação linguística foi incluída em nenhuma dessas pesquisas.
Também em 1971, C. Hoffman publicou a "Lista de verificação provisória das línguas chadicas", que continha 17 línguas divididas em dois subgrupos. Esta lista foi revisada e ampliada por Kay Williamson em um documento entregue aos estudantes da Universidade de Ibadan, intitulado  Idiomas chadicos da Nigéria  em 1972, para incluir 21 idiomas classificados em três subgrupos.
Com essas informações, K. Shimizu partiu em 1974 para listar os idiomas pertencentes ao Grupo Bauchi do Sul, examinar sua distribuição geográfica e usar dados linguísticos válidos para criar subclassificações. A pesquisa, publicada em 1978 e intitulada  Um relatório de pesquisa do Grupo Bauchi do Sul de Línguas Chadicas  chegou à conclusão de que nem todas as línguas listadas no continuum de dialeto do Grupo Bauchi do Sul pertenciam a ele e criaram muito mais extensa e nova classificação. Este também é o trabalho de onde veio o nome do subgrupo Barawa, que foi encontrado como o termo usado localmente nesta área para indicar os falantes desse continuum de dialetos. Grande parte da pesquisa realizada em idiomas barawa , o cluster Polci e o próprio Polci usam essa pesquisa como uma referência importante.
Em 1999, Ronald Cosper publicou "Léxico barawa: uma lista de palavras de oito idiomas Bauchi do Sul (Chade Ocidental): Boghom, Buli, Dott, Geji, Jimi, Polci, Sayanci e Zul". Considerou que a maioria dos idiomas estava ameaçada e descobriu que a maioria dos indivíduos que falava qualquer um desses idiomas também era bilíngue em hauçá, o que pode ter influenciado seus léxicos e gramáticas. O livro contém um léxico de 852 palavras das diferentes línguas barawa. As palavras são organizadas com base nas categorias semântica e sintática. As categorias de substantivos semânticos são seguidas por adjetivos, numerais, pronomes, preposições, conjunções e várias categorias de verbos.  No entanto, o trabalho de Cosper estava apresentava muitos defeitos. 
Desde então, a maioria das pesquisas nas línguas Bauchi Oeste (B.3) e Meridional foi conduzida por Bernard Caron, membro do corpo docente do Centro Nacional Francês de Pesquisa Científica, LLACAN. A pesquisa de Caron se concentrou nas linguagens do grupo Bauchi Oeste (B.3) e Meridional e do Ploci em particular. Muitos de seus artigos estão disponíveis on-line e incluem tópicos como classificação linguística, estruturas sintáticas, como condicionais e classes de substantivos, como sistemas pronominais e numéricos.

## Fonologia

### Consoantes
Polci contém 35 fonemas consoantes. 
 / ɓ / e  / ɗ / são consoantes implosivas, muito comuns nos idiomas da África Subsaariana.
|             |                | Labial | Labial | Alveolar | Alveolar | Palatal | Palatal | Velar | Velar |
| ----------- | -------------- | ------ | ------ | -------- | -------- | ------- | ------- | ----- | ----- |
| Nasal       | Nasal          |        | m      |          | n        |         |         |       | ŋ     |
| Plosiva     | pré-nasalizada |        | ᵐb     |          | ⁿd       |         |         |       | ᵑɡ    |
| Plosiva     | plana          | p      | b      | t        | d        |         |         | k     | ɡ     |
| Plosiva     | implosiva      |        | ɓ      |          | ɗ        |         |         |       |       |
| Africada    | Africada       |        |        | t͡s       | d͡z       | t͡ʃ      | d͡ʒ      |       |       |
| Fricativa   | pré-nasalizada |        | (ᶬv)   |          | ⁿz       |         | ⁿʒ      |       |       |
| Fricativa   | plana          | f      | v      | s        | z        | ʃ       | ʒ       | (x)   | ɣ     |
| Fricativa   | Lateral        |        |        | ɬ        | ɮ        |         |         |       |       |
| Aproximante | Aproximante    |        | w      |          | l        |         | j       |       |       |
| Rótica      | Rótica         |        |        |          | r        |         |         |       |       |

### Vogais
Polci tem seis sons vogais, que podem ser pronunciados como curtos ou longos.
Curtos: /a/, /e/, /i/, /o/, /ə/, /u/
Longos: /aː/, /eː/, /iː/, /oː/, /əː/, /uː/
| i  |    | u  |
| e  | ə  | o  |
|    |    | a  |
|    |    |    |
| iː |    | uː |
| eː | əː | oː |
|    | aː |    |

### Tons
Polci é uma linguagem de três tons: Lo = à; Médio = a; Oi = á. 

## Gramática

### Condicionais
Em frases condicionais geralmente supõe-se essas compartilhem suas estruturas com tópicos. No entanto, em línguas chádicas setentrionais e  Bauchi Ocidental, como Polci, os condicionais compartilham sua estrutura com foco, não com tópico. Em Polci, especificamente, constituintes focados e cláusulas condicionais aparecem na periferia esquerda marcados pela cópula de identificação / kŒn /, 'it is'. ].

### Substantivos
Plural
Polci, sendo uma língua ocidental sul-bauchi, não possui gênero gramatical ou classes nominais e, como regra, poucos substantivos formam um plural (morfo-lexical). O plural dentro de uma frase substantiva é expresso através dos modificadores substantivos. Não há concorrdância entre o verbo e seus argumentos. No entanto, a pluralidade aparece na frase verbal de dois modos: (1) formação dos imperativos (2) uma derivação verbal que é chamada pluracional.
Pronomes
| 1ª Pessoa Singular | ám  |
| 2ª Pessoa Singular | kí  |
| 3ª Pessoa Singular | tí  |
| 1ª Pessoa Plural   | mì  |
| 2ª Pessoa Plural   | kì  |
| 3ª Pessoa Plural   | wún |

## Números
Como é um padrão universal, a numeração Polci é decimal.
| 1. nɨ̀m                  | 21. zì rop ɬiyè ni nɨ̀m    |
| 2. rǒp                  | 22.                       |
| 3. miyèn                | 23.                       |
| 4. wupsɨ̀                | 24. zì rop ɬiyè ni wupsɨ̀  |
| 5. nə̀mtəm               | 25. zì rop ɬiyè ni nə̀mtəm |
| 6. maɣà                 | 26.                       |
| 7. wusɨ̀rmìyen           | 27.                       |
| 8. wɨsɨpsɨ̀              | 28.                       |
| 9. nàtoropsɨ̀            | 29.                       |
| 10. zup                 | 30. zì miyèn              |
| 11. zup ɬiyè nɨ̀m        | 40. zì wupsɨ̀              |
| 12. zup ɬiyè ròp        | 50. zì nə̀mtəm             |
| 13. zup ɬiyè miyèn      | 60. zì maɣà               |
| 14. zup ɬiyè wupsɨ̀      | 70. zì wusɨ̀rmìyen         |
| 15. zup ɬiyè nə̀mtəm     | 80. zì wɨsɨpsɨ̀            |
| 16. zup ɬiyè maɣà       | 90. zì nàtoropsɨ̀          |
| 17. zup ɬiyè wusɨ̀rmìyen | 100. zì zup               |
| 18. zup ɬiyè wɨsɨpsɨ̀    | 200.                      |
| 19. zup ɬiyè nə̀topsi    | 1000.                     |
| 20. zì rop              | 2000.                     |

## Dialetos
A língua Polci é um dos seis grupos de dialetos do subgrupo Zaar do ramo Barawa das línguas chadicas. Os dialetos Polci são Zul, Baram, Dir, Buli, Nyamzak / Langas e Polci propriamente ditos. 